# ایستاده‌خوانی
ایستاده‌خوانی یا آکاتیست (یونانی: Ἀκάθιστος Ὕμνος)، خواندن یک سرود یا دعای طولانی و ستایش‌آمیز در سنت مسیحیت ارتدوکس شرقی است. این سرود معمولاً به صورت ایستاده خوانده می‌شود، به همین دلیل نام آن از کلمه یونانی "Akathistos" به معنای "نشسته خوانده نمی‌شود" گرفته شده است.
مشهورترین و پرکاربردترین متن ایستاده‌خوانی، به مریم، مادر عیسی مسیح، تقدیم شده است. این سرود شامل ۲۴ بند است که به‌طور متناوب با حروف الفبای یونانی شروع می‌شوند و در آن از القاب و صفات مریم تجلیل می‌شود. ایستاده‌خوانی به مریم معمولاً در طول روزه بزرگ خوانده می‌شود و به عنوان یکی از زیباترین و الهام‌بخش‌ترین متون مذهبی در سنت ارتدوکس شناخته می‌شود.
علاوه بر ایستاده‌خوانی به مریم مقدس، ایستاده‌خوانی‌های دیگری نیز به عیسی مسیح، قدیسین مختلف و رویدادهای مهم مذهبی تقدیم شده‌اند. این سرودها در مراسم‌های مختلف کلیسایی و همچنین در منازل و به صورت شخصی خوانده می‌شوند.